# Моравна
Моравня — річка в України, у Звягельському й Житомирському районах Житомирської області. Ліва притока Білки (басейн Балтійського моря).

## Опис
Довжина річки приблизно 5,8 км, найкоротша відстань між витоком і гирлом — 5,06 км, коефіцієнт звивистості — 1,12 . Річка повністю каналізована.

## Розташування
Бере початок на північному сході від села Лебедівки. Спочатку тече переважно на південний схід через Муравню, там повертає на північний схід. На південній стороні від Улашанівки впадає у річку Білку, ліву притоку Тні.